# Tüphón
Tüphón (görögül: Τυφών) a görög mitológiában Gaia-Földanya és Tartarosz szörny ivadéka. Egy másik változat szerint Héra szülte – megütötte a földet, s így lett viselős – bosszúból, hogy Zeusz nélküle hozta világra Pallasz Athénét, ő is önállóan akart utódra szert tenni. Héra Tüphónt dajkaságba adta Püthónhoz, akit később Apollón ölt meg. Tüphón vad, khtonikus, teratomorfikus: száz kígyófeje van, törzse ember formájú, ágyékától lefelé tekergő kígyókból áll. Egész testét szárnyak borítják, arcán és fején mocskos szőrzet lengedez. Tüphón mindegyik torkából vad hangok törnek elő: bikabömbölés, oroszlánüvöltés, kutyaugatás. Tüphón a világ ura lett volna, ha Zeusz harcba nem bocsátkozik vele: villámaival felperzselte, mennyköveivel megsebezte, végül Tartaroszba hajította. Egy másik mítoszváltozat szerint rettentő küzdelemben gyűrte le: Tüphón kígyóival körülfonta Zeuszt, kezéből-lábából kivágta az inakat, majd a kilikiai Kórükosz-barlangba hurcolta, s a Delphüné nevű nőstény sárkány őrizetére bízta. Ám Hermész és Pán kilopták a barlangból az odarejtett inakat és visszahelyezték Zeusz testébe, aki újra ereje birtokába került, s folytatta Tüphón üldözését. A Moirák rászedték Tüphónt: megkínálták gyorsan fonnyadó gyümölccsel (a „halálalma” nevű mérges növénnyel), mondván, hogy ettől még erősebb lesz. Zeusz ráborította Tüphónra az Etna hegyet, amelyből Tüphón tüzes lávafolyamot okád. Tüphón és Ekhidna egyesüléséből számos szörnyeteg született (Orthosz és Kerberosz kutya, a Hüdra, Khimaira) Tüphón a föld támadó erői közé tartozik, sorsa, akárcsak a többi szörnyé, az olümposziaknak a khtonikus erőkkel vívott harcában dőlt el.